# Pońga (stacja kolejowa)
Pońga (ros. Поньга) – stacja kolejowa w miejscowości Pońga, w rejonie oneskim, w obwodzie archangielskim, w Rosji. Położona jest na linii Biełomorsk – Obozierskij.